# Baculentulus
Baculentulus är ett släkte av urinsekter. Baculentulus ingår i familjen lönntrevfotingar.

## Dottertaxa tillBaculentulus, i alfabetisk ordning[1]
- Baculentulus africanus
- Baculentulus becki
- Baculentulus bisetuli
- Baculentulus borealis
- Baculentulus breviunguis
- Baculentulus celisi
- Baculentulus changchunensis
- Baculentulus densus
- Baculentulus duongkeoi
- Baculentulus evansi
- Baculentulus hohuanshanensis
- Baculentulus lanna
- Baculentulus leptos
- Baculentulus loxoglenus
- Baculentulus macqueeni
- Baculentulus matsuokai
- Baculentulus morikawai
- Baculentulus nipponicus
- Baculentulus nitidus
- Baculentulus numatai
- Baculentulus nyinabitabuensis
- Baculentulus ogawai
- Baculentulus oginoi
- Baculentulus pseudonitidus
- Baculentulus sakayorii
- Baculentulus samchonri
- Baculentulus seychellensis
- Baculentulus taipeiensis
- Baculentulus tienmushanensis
- Baculentulus tosanus
- Baculentulus tuxeni
- Baculentulus umesaoi
- Baculentulus weinerae
- Baculentulus yodai
- Baculentulus yunnanensis